# Eliran Atar
Eliran Atar (in ebraico אלירן עטר‎?; Tel Aviv, 17 febbraio 1987) è un calciatore israeliano, attaccante dello Bnei Yehuda.

## Carriera

### Club
Il 7 febbraio 2009, quando giocava per il Bnei Yehuda, Atar ha segnato un gol in rovesciata grazie al quale è stato inserito tra i candidati per il Premio Puskás 2009, nel quale si è classificato al 4º posto. È inoltre stato il capocannoniere del campionato israeliano 2008-2009 con 14 reti.
Il 23 maggio 2010 si è trasferito al Maccabi Tel Aviv per 1,2 milioni di dollari e ha firmato un contratto quadriennale con il club.
Il 26 agosto 2010 Atar ha segnato 2 gol nella vittoria per 4-3 contro il Paris Saint-Germain in Europa League.
Il 5 luglio 2013 Atar si è trasferito dal Maccabi allo Stade de Reims per la cifra di 1.5 milioni di euro.

### Nazionale
Atar ha fatto parte per due anni, dal 2005 al 2006 della Nazionale israeliana Under-19, con cui in 8 presenze ha segnato 3 gol.
Il 28 agosto 2010 ha ricevuto la prima convocazione in Nazionale maggiore per le partite di qualificazione agli Europei 2012 contro Malta e Georgia, ma ha dovuto rinunciare a causa di un infortunio subito contro il Beitar Gerusalemme.
Ha debuttato in nazionale nell'amichevole persa in Israele contro la Bielorussia subentrando al 67' a Tomer Hemed..

## Palmarès

### Club
- Campionato israeliano: 1

Maccai Tel Aviv: 2018-2019
- Coppa d'Israele: 1

Maccabi Haifa: 2015-2016
- Coppa Toto: 2

Maccabi Tel Aviv: 2017-2018, 2018-2019
- Supercoppa d'Israele: 1

Maccabi Tel Aviv: 2019

### Individuale
- Capocannoniere del campionato israeliano: 2

2008-2009 (14 gol), 2012-2013 (22 gol)